# GJ 1068
GJ 1068 is een rode dwerg met een spectraalklasse van M4.5V. De ster bevindt zich 23,18 lichtjaar van de zon.